# Ocobamba (distrito)
O Distrito peruano de Ocobamba é um dos 9 distritos da Província de La Convención, situada no Departamento de Cusco, pertenecente a Região Cusco, Peru

## Transporte
O distrito de Ocobamba é servido pela seguinte rodovia:
- CU-105, que liga o distrito de Calca à cidade de Echarate
- CU-106, que liga o distrito à cidade de Ollantaytambo [1][2][3]